# Jugoslávská liga ledního hokeje 1948/1949
Sezóna 1948/1949 byla 8. sezónou Jugoslávské ligy ledního hokeje. Vítězem se stal tým KHL Mladost Zagreb. Turnaj se konal ve dnech 25. až 29. ledna 1949 ve slovinské Ljubljani.

## Týmy
- HK Ljubljana
- HK Partizan
- KHL Mladost Zagreb
- HK Tekstilac Varaždin
- HK Sparta Subotica
- SD Záhřeb
- HK Korana Karlovac
- HK Naprijed Sisak
- HK Bělehrad

## Konečná tabulka
1. KHL Mladost Zagreb
2. HK Partizan
3. HK Ljubljana
4. HK Tekstilac Varaždin
5. HK Spartak Subotica
6. SD Záhřeb
7. HK Naprijed Sisak
8. HK Bělehrad
9. HK Korana Karlovac